# 安藤三男
安藤 三男（あんどう みつお、1928年8月26日 - 1992年9月以前）は、東映作品で主に悪役として活動した俳優。東京都出身。
潮健児とは従兄弟にあたる。

## 来歴・人物
1947年に18歳で劇団文化座に入座し、1953年まで在籍。1958年に東映と契約し、『地獄の午前二時』で映画デビュー。それから1960年代にかけ、主に東映東京のギャング映画や第二東映（ニュー東映）製作のアクション映画などの現代劇作品に出演。
1959年、テレビドラマ『七色仮面』 (NET) で、後の敵役キャラクターのさきがけとなる「コブラ仮面」を演じる。
1962年、時代劇映画『源九郎義経』（監督：松田定次）に出演。当時、助監督として松田監督に師事した平山亨は、端役だった安藤の「眼のぎらぎらした痩せこけた馬面」に強い印象を受け、後年の自身がプロデューサーを務めたテレビ作品に安藤を頻繁に起用するきっかけとなり、『人造人間キカイダー』における「プロフェッサー・ギル」役にもつながったという。
1967年、『ジャイアントロボ』 (NET) で宇宙人幹部「ドクトル・オーヴァ」を演じる。オーヴァは禿頭のカツラをつけて顔全体を銀色に塗り、「宇宙人」らしさを強調したキャラクターだった。通常、このようなメイクは役者の売り物である「顔」が隠れて嫌がられるものだが、安藤は進んでメイクを行った。後年、「僕は凝り性なので、あの銀色のメイクは自分からやろうと言い出したんですよ」とコメントしている。オーヴァは宇宙人だが、台詞回しはなぜか「お釈迦様でもご存知あるめえ」など、ヤクザ映画に見られるヤクザの口調そのものだった。
1972年、『人造人間キカイダー』でプロフェッサー・ギルを1年間に渡り演じた。ギルが笛を吹くスローで髪が風になびく不気味なシーンは、安藤自身のアイデアによるもの。スタッフに扇風機を持って来るよう頼み、宇宙を掌握するイメージで演じたという。同作と『イナズマンF』で共演した伴大介によれば、「ギルは日の当たらないところで機械に囲まれながら暮らしているのだから、放映回が重なるごとに顔色を蒼白に、痩せて見えるメイクをして欲しいとメイクスタッフに注文した」という。
1974年、『イナズマンF』 (NET) で、これも白塗りの凝ったメイクが印象的な「ガイゼル総統」を演じる。激情家のギルとは正反対の寡黙なキャラクターだったが、「静」のイメージがもたらす独特の威圧感は、同作でメインライターを務めた上原正三をして「今観ても怖い」と言わしめるほどのものであった。
1975年、『秘密戦隊ゴレンジャー』 (NET) に「黒十字総統」役で出演。しかし、その後に体調を崩して降板し、第56話以降は役を八名信夫に譲ることになった。
1978年、『スパイダーマン』（東京12チャンネル）に「モンスター教授」役で出演。最終回（第41話）では巨大化し、マーベラーと戦った。
没年は明らかではないが、1987年に発行された特撮関連書籍のインタビューに応じており、かつ平山亨の息子がブログで公開している平山の手記に潮（1993年9月に死去）から一周忌の話を聞いたという記述があることから、少なくとも1987年以降、遅くとも1992年9月以前であるとみられる。平山の手記によれば、兄が音信不通の弟を心配して広尾にあったマンションに様子を見に行ったところ、亡くなっているのを見つけたと聞いたという。
十月会、エヌ・エー・シー、東京俳優生活協同組合に所属していた。

## 出演歴

### 映画
- 母と拳銃（1958年、東映） - 川合
- 地獄の午前二時（1958年、東映） - 岩原良助
- 月光仮面 幽霊党の逆襲（1959年、東映） - 杉山刑事
- 月光仮面 悪魔の最後（1959年、東映） - 杉山刑事
- 静かなる兇弾（1959年、東映） - 水越
- 空港の魔女（1959年、東映） - 高津署刑事B
- 多羅尾伴内 七つの顔の男だぜ（1960年、東映） - 小林
- 海底の挑戦者（1960年、第二東映） - 健
- 危うしGメン 暗黒街の野獣（1960年、第二東映） - 平田
- 男の挑戦（1960年、第二東映） - 花村
- 消えた密航船（1960年、東映） - 木村
- 殺られてたまるか（1960年、第二東映） - 佐藤
- 決斗の谷（1960年、第二東映） - 丹波
- 不死身の男（1960年、第二東映） - 留
- 東から来た流れ者（1960年、東映） - 金田
- にっぽんGメン 摩天楼の狼（1960年、第二東映） - 笠根
- 男の地平線（1961年、第二東映） - 市川
- 赤い影の男（1961年、東映） - 黒眼鏡の男
- 赤い影の男 高速三号線を張れ（1961年、東映） - 辰巳
- アマゾン無宿 世紀の大魔王（1961年、ニュー東映） - 中京興業幹部
- 地獄に真紅な花が咲く（1961年、ニュー東映） - 愚連隊羽田
- ネオンの海の暴れん坊（1961年、東映） - 梅村
- 風来坊探偵 赤い谷の惨劇（1961年、ニュー東映） - サウスポーの源
- 飛ばせ特急便 魔の十八号線（1961年、ニュー東映） - 杉本
- 台風息子 お化け退治（1961年、ニュー東映） - 用心棒A
- 金も命もいらないぜ（1961年、ニュー東映） - 辰
- 静かなるならず者（1961年、ニュー東映） - 安川新一
- 白昼の無頼漢（1961年、ニュー東映） - 西川
- 誇り高き挑戦（1962年、東映） - 島田
- 源九郎義経（1962年、東映） - 糖部喜平次
- 祇園の暗殺者（1962年、東映） - 久坂義助
- よか稚児ざくら 馬上の若武者（1962年、東映） - 落合清介
- 狙い射ち無頼漢（1962年、東映） - 多田四郎
- 暗黒街最後の日（1962年、東映） - 若松
- ギャング対Gメン（1962年、東映） - 谷本寅彦
- 裏切者は地獄だぜ（1962年、東映） - 寺本
- ギャング対Gメン 集団金庫破り（1963年、東映） - 坂部
- 最後の顔役（1963年、東映） - 矢野秀晴
- 陸軍残虐物語（1963年、東映） - 塩沢
- 暗黒街最大の決斗（1963年、東映） - 別当
- 暴力団（1963年、東映） - 佐川
- やくざの歌（1963年、東映） - 山中
- 鬼検事（1963年、東映） - 野島
- 暗黒街大通り（1964年、東映） - 高本
- 飢餓海峡（1965年、東映） - 木島忠吉
- かも（1965年、東映） - 中西
- 流れ者仁義（1965年、東映） - 竹本
- 地獄の掟に明日はない（1966年、東映） - 竹井
- 遊侠三代（1966年、東映） - 猪之助
- 女囚さそり 第41雑居房（1972年、東映） - 鳥居
- 狭山の黒い雨（1973年） - 刑事C
- 飛び出す人造人間 キカイダー（1973年、東映） - プロフェッサー・ギル
- 飛び出す立体映画 イナズマン（1974年、東映） - ガイゼル総統
- ジャッカー電撃隊VSゴレンジャー（1978年、東映） - UFO船長
- 劇場版スパイダーマン（1978年、東映） - モンスター教授

### テレビドラマ

#### レギュラー出演
※すべて東映作品
- 七色仮面（1959年、NET） - コブラ仮面（第1部）、スペード（第4部）
- ジャイアントロボ 第3話「宇宙植物サタンローズ」 - 第17話「赤富士ダムを破壊せよ」（1967年 - 1968年、NET） - ドクトル・オーヴァ
- 人造人間キカイダー（1972年、NET） - プロフェッサー・ギル
- イナズマンF（1974年、NET） - ガイゼル総統
- 秘密戦隊ゴレンジャー（1975年、NET） - 黒十字軍総統（第1話 - 第55話）
- スパイダーマン（1978年、12ch） - モンスター教授
- 宇宙刑事シャリバン（1983年、ANB） - 軍師レイダー

#### ゲスト・単発出演
- ドキュメンタリードラマ 裁判「恐怖の港」（1959年、KRテレビ）
- 特別機動捜査隊（東映 / NET）
  - 第10話「強奪の果て」（1961年） - 影山隆
  - 第60話「禁断の過去」（1962年）
  - 第123話「夜の女」（1964年） - 今井篤次
  - 第191話「やくざ」（1965年） - 浅野
  - 第206・207話「大都会（前・後編）」（1965年） - 高田康
  - 第230話「山刃の秘密」（1966年）
  - 第252話「雷雨」（1966年） - バーテン
  - 第262話「愛の証書」（1966年） - 小林
  - 第283話「嫉妬」（1967年） - 農夫田辺
  - 第296話「九年目の女」（1967年） - 中野
  - 第307話「海に生きる」（1967年） - 野村
  - 第340話「霧のような女」（1968年） - 藪下
  - 第369話「晩秋の女」（1968年） - 益村
  - 第436話「蟻の町」（1970年） - 米山
  - 第463話「黒い遺言状」（1970年） - 鉄
  - 第604話「金と毒薬と老嬢」（1973年） - 紋太
  - 第677話「十円玉の謎」（1974年） - 正吉
- 0の眼（1963年、東映 / NET） - 古沢
- 近鉄金曜劇場 / 奴凧（1964年、TBS） - 松下大吉
- 風来物語  第22話「魔手」（1965年、東映 / NET） - 熊造
- 乗っていたのは二十七人  第20話「けだもの」（1965年、東映 / NET）
- 鉄道公安36号（東映 / NET）
  - 第116話「秘境しれとこへ急行せよ」（1965年） - 室田
  - 第124話「女のプラットホーム」（1965年）
  - 第164話「えびの高原の霧と星」（1966年）
  - 第188話「汽笛は呼んでいる」（1967年）
  - 第196話「白銀は呼ぶ」（1967年）
- ザ・ガードマン 第57話「危険を買う男」（1966年、TBS / 大映テレビ室）
- 七人の刑事（TBS）
  - 第235話「黙秘犯人（後編）」（1966年） - 高井（日日社員）
  - 第256話「私刑（りんち）」（1966年） - 男Ｃ
  - 第290話「城西署22時」（1967年） - 交通の巡査Ａ
  - 第307話「若者の子守唄」（1967年） - 峰村刑事
- 氷点 第1話（1966年、東宝 / NET） - 佐石土雄
- 土曜日の虎（大映テレビ室 / TBS）
  - 第6・7話「黒いドック（前・後編）」（1966年） - 北
  - 第19話「黒の試走車（前編）」（1966年） - 宝井
- 悪魔くん 第10話「シバの大魔神」（1966年、東映 / NET） - 呪術師ザンバ
- ある勇気の記録 第21話「刑事が消えた」（1967年、東映 / NET / 中国放送）
- いまに陽が昇る 第9話 （1967年、NET）
- 春雷 第3話 （1967年、東宝 / NET）
- 平四郎危機一発（国際放映 / TBS）
  - 第7話「その窓はどれだ!」（1967年）
  - 第25話「俺を洗え!!」（1968年）
- 三匹の侍 第5シリーズ 第21話「助三郎覚書」（1968年、CX） - 六蔵
- とぼけた奴ら 第21話「貴様も俺も大幹部」（1968年、東映 / NET）
- お庭番 第9 - 12話「白い宝」（1968年、C.A.L / NTV）
- 東京バイパス指令 第15話「黄金に手を出すな」（1969年、東宝 / NTV）
- 河童の三平 妖怪大作戦 第24話「怪異半獣仙人」（1969年、東映 / NET） - 半獣仙人
- 日本任侠伝 第2話「笹川繁蔵」 （1969年、東映 / NET）
- 妖術武芸帳 第11話「怪異かすみ駕籠」（1969年、東映 / TBS） - 霞道士
- あゝ忠臣蔵 第13話「山科の別れ」（1969年、東映 / KTV） - 松木庄三郎
- フラワーアクション009ノ1（東映 / CX）
  - 第1話「日本爆破アンタッチャブル」（1969年）
  - 第12話「バカンスは危険がいっぱい」（1969年）
- プレイガール（東映 / 12ch）
  - 第25話「女殺し昭和元禄」（1969年）
  - 第33話「ギャング子守唄」（1969年）
  - 第62話「老人と女のポルカ」（1970年）
  - 第83話「田舎っぺ残侠伝」（1970年）
  - 第91話「酔いどれはだか仁義」（1970年）
  - 第115話「朝ぼらけの情事」（1971年）
  - 第160話「狂気の来訪者」（1972年） - 難場
- 右門捕物帖 第6話「六番手柄 右門子守歌」（1969年、東宝 / NTV） - 片眼の仙太
- 花のお江戸のすごい奴 第13話「南町奉行襲撃」（1969年、CX） - 旗本吉本
- オレとシャム猫 第3話「明日に別れの拳銃を」（1969年、TBS）
- 怪奇ロマン劇場 / 八つ墓村 （1969年、東映 / NET） - 片岡吉蔵
- 剣豪 第1話「武蔵に勝った強い奴」（1970年、東映 / NET） - 破異恵那
- 江戸川乱歩シリーズ 明智小五郎（東映 / 12ch）
  - 第20話「恐怖の毒蜘蛛 芋虫より」（1970年） - 石島
  - 第25話「白昼夢 殺人金魚」（1970年） - 妻木
- 素浪人 花山大吉 第68話「道は地獄へつづいていた」（1970年、東映 / NET） - 鉄砲マサ
- 男は度胸（1970年、NHK）
- 銭形平次 第266話「魔がさした祝言」（1971年、東映 / CX） - 赤鬼の鉄
- 仮面ライダーシリーズ（東映 / MBS）
  - 仮面ライダー 第49話「人喰い怪人イソギンチャック」（1972年） - 金尾為吉
  - 仮面ライダーアマゾン 第16話「ガランダーの東京火の海作戦!!」（1975年） - 行商人（ゲンゴロウ獣人）
- 変身忍者 嵐 第3話「呪いの妖鬼! オニビマムシ!!」（1972年、東映 / MBS） - 大久保能登守
- 荒野の素浪人 第17話「強奪 けもの谷の御用金」（1972年、三船プロ / NET） - 流れ星の陣内
- 刑事くん（東映 / TBS）
  - 第1部 第49話「南の海の白い花」・第50話「鬼島・なさけ島」（1972年） - 橫井田
  - 第2部 第28話「明日を信じて」（1973年）
- 国盗り物語（1973年、NHK） - 佐久間信盛
- キカイダー01 第14、16、19話（1973年、東映 / NET） - プロフェッサー・ギル
- イナズマン 第25話「壮烈! 帝王バンバの最期!!」（1974年、東映 / NET） - ガイゼル総統
- 鳩子の海 第63回（1974年、NHK） - 請負師
- 元禄太平記（1975年、NHK） - 武東左平太
- ザ★ゴリラ7 第4話「ゴリラ撲滅大作戦」（1975年、東映 / NET） - 丸山組幹部
- プレイガールQ 第41話「東京エマニエル夫人」（1975年、東映 / 12ch） - 神田五郎
- 非情のライセンス 第2シリーズ 第58話「兇悪の雨に濡れて」（1975年、東映 / NET） - 関東菱田会幹部
- 土曜ドラマ / 松本清張シリーズ・事故（1975年、NHK） -  刑事
- 伝七捕物帳 第111話「はぐれ烏が風に泣く」（1976年、ユニオン映画 / NTV） - 阿波屋
- ザ・スーパーガール 第32話「告白・女子大生 衝撃のエロス」（1979年、東映 / 12ch） - 紅興業社長
- 電子戦隊デンジマン 第8話「白骨都市の大魔王」（1980年、東映 / ANB） - フィルムラー人間体

### ビデオ
- 東映怪人怪獣大百科 怪獣篇（東映ビデオ） - ドクトル・オーヴァ（ナレーション）

### 舞台
- 春香伝（1947年、劇団文化座） - 馬子[12]
- その人を知らず（1948年、劇団文化座） - 黒川[13]
- 現代風俗時評（1950年、劇団文化座） - 教育部長[14]